# Tunnel de Puliana
Le tunnel de Puliana (Galleria Puliana en italien) est un tunnel à galerie unique monodirectionnel à triple voie emprunté par la Variante di Valico de l'autoroute A1, à hauteur de la ville de Barberino di Mugello, dans la région de Toscane, en Italie.

## Histoire
Avec ses 1 310 mètres de long, le tunnel de Puliana est l'un des trois ouvrages monotube (Manganaccia, Alteta et Puliana) qui s'étendent sur le tronçon de 6,1 kilomètres entre Aglio et la sortie d'autoroute de Barberino di Mugello (lot 13). Les deux chaussées d'origine sont dédiés uniquement au trafic se dirigeant vers le nord tandis que la nouvelle chaussée en direction du sud est ouverte à la circulation le 5 décembre 2015.
L'ouvrage dispose d'un tunnel piétonnier sous le niveau de la route pour l'évacuation des automobilistes en cas d'urgence. D'un diamètre de surface d'environ 160 m2, l'ouvrage permet le passage de l'autoroute à triple voie d'environ 12 m de large. Il est équipé de 5 bornes SOS, 4 sorties de secours NA-P (accès au tunnel d'évacuation) et d'une aire de stationnement d'urgence d'une longueur de 80 m.
Le tunnel succède à un autre ouvrage majeur du tronçon, le nouveau viaduc de l'Aglio d'une longueur de 600 m.